# Avimimus nemegtensis
Avimimus nemegtensis  (lat. "imitador de aves del la formación Nemegt") es una especie del género Avimimus de dinosaurio terópodo avimímido, que vivió a finales del período el Cretácico, hace aproximadamente 70 millones de años, en el Campaniense, en lo que hoy es Asia. 
En 2008, un equipo de Canadá, Estados Unidos, y paleontólogos mongoles encabezada por Phil Currie anunció el descubrimiento de una extensa cama de huesos de Avimimus sp.. El lecho se encuentra en la Formación Nemegt, 10,5 metros por encima de la Formación Barun Goyot, en el desierto de Gobi. El equipo informó del hallazgo de abundantes huesos de al menos diez individuos de Avimimus, pero el depósito puede contener más. Todos los individuos eran adultos o subadultos, y los adultos mostraron poca variación en tamaño, lo que sugiere crecimiento determinado. El equipo también sugiere que los individuos se encuentran juntos porque eran gregarios en vida, proporcionando posibles indicios de que Avimimus formara grupos segregados por edades, ya sea para reproducción o propósitos de migración. Los adultos mostraron un mayor grado de fusión del esqueleto en el tarso-metatarso y tibio-tarso, y cicatrices musculares también más prominentes. La preservación de los lechos de huesos sugieren que fueron enterrados rápidamente, descubiertos por un flujo rápido de agua, y luego enterrados de nuevo a una corta distancia. En 2018, estos restos de Avimimus sp. fueron descritos formalmente como una nueva especie, A. nemegtensis.